# Alexandra Feigin
Alexandra Feigin (Bulgaars: Александра Фейгин) (Jeruzalem, 22 december 2002) is een Bulgaars kunstschaatsster. Ze is zevenvoudig nationaal kampioene.

## Biografie
Alexandra Feigin werd geboren op 22 december 2002 in Jeruzalem, Israël. Op jonge leeftijd verhuisde ze met haar ouders naar Sofia, Bulgarije. In 2007 begon Feigin met kunstschaatsen. In september 2016 debuteerde ze op internationaal niveau bij de junioren en in oktober 2018 bij de senioren. In 2022 nam Feigin deel aan de Olympische Spelen in Peking, waar ze op de 24e plaats eindigde.

## Persoonlijke records
Behaald tijdens ISU-wedstrijden. 
|                     | punten | toernooi                 |
| ------------------- | ------ | ------------------------ |
| Hoogste totaalscore | 177.37 | 2019 CS Nebelhorn Trophy |
| Hoogste korte kür   | 060.90 | 2020 CS Budapest Trophy  |
| Hoogste lange kür   | 116.62 | 2019 CS Nebelhorn Trophy |

## Belangrijke resultaten
| Kampioenschap                                     | 14/15 | 15/16 | 16/17 | 17/18 | 18/19 | 19/20 | 20/21 | 21/22 | 22/23 | 23/24 | 24/25 |
| ------------------------------------------------- | ----- | ----- | ----- | ----- | ----- | ----- | ----- | ----- | ----- | ----- | ----- |
| Olympische Spelen                                 |       |       |       |       |       |       |       | 24e   |       |       |       |
| Wereldkampioenschap                               |       |       |       |       | 17e   | *     | 17e   | 28e   | 24e   | 26e   | 21e   |
| Europees kampioenschap                            |       |       |       |       | 11e   | 17e   |       | 19e   | 16e   | 18e   | 14e   |
| Nationaal kampioenschap                           |       |       | Goud  |       | Goud  | Goud  | Goud  |       | Goud  | Goud  | Goud  |
| WK junioren                                       |       |       | 25e   | 15e   | 22e   |       |       |       |       |       |       |
| NK junioren                                       | Goud  | Goud  |       | Goud  |       |       |       |       |       |       |       |
| * Afgelast naar aanleiding van de coronapandemie. |       |       |       |       |       |       |       |       |       |       |       |